# 2013년 AFC 비치사커 선수권 대회
2013년 AFC 비치사커 선수권 대회는 아시아 축구 연맹이 주최하여 2013년 1월 22일부터 1월 26일까지 카타르 도하의 카타 비치에서 개최되었다.
틀:AFC 비치사커 선수권 대회